# Ködingen
Ködingen (luxemburgisch Kéidengⓘ, französisch Koedange) ist eine Ortschaft in der Gemeinde Fischbach im Kanton Mersch im Großherzogtum Luxemburg.

## Lage
Ködingen liegt im Tal der Weißen Ernz an der CR 119. Nachbarorte sind Weyer im Südwesten und Schiltzberg im Nordosten.

## Geschichte
Im früheren Dorfzentrum standen eine Kapelle sowie einige Bauernhäuser. Anfang des 19. Jahrhunderts ließ der Industrielle Charles Joseph Collart das Schloss Köding als Verwaltungssitz der Fischbacher Eisenhütte südlich vom alten Dorfzentrum erbauen. Nachdem die Hütte um 1850 schloss, verließen viele Einwohner Ködingen und ein Großteil des Dorfes verfielen und sind heute verschwunden, inklusive der Kapelle. Heute besteht Ködingen nur noch aus dem Schloss und drei Wohnhäusern.